# Drosselgasse

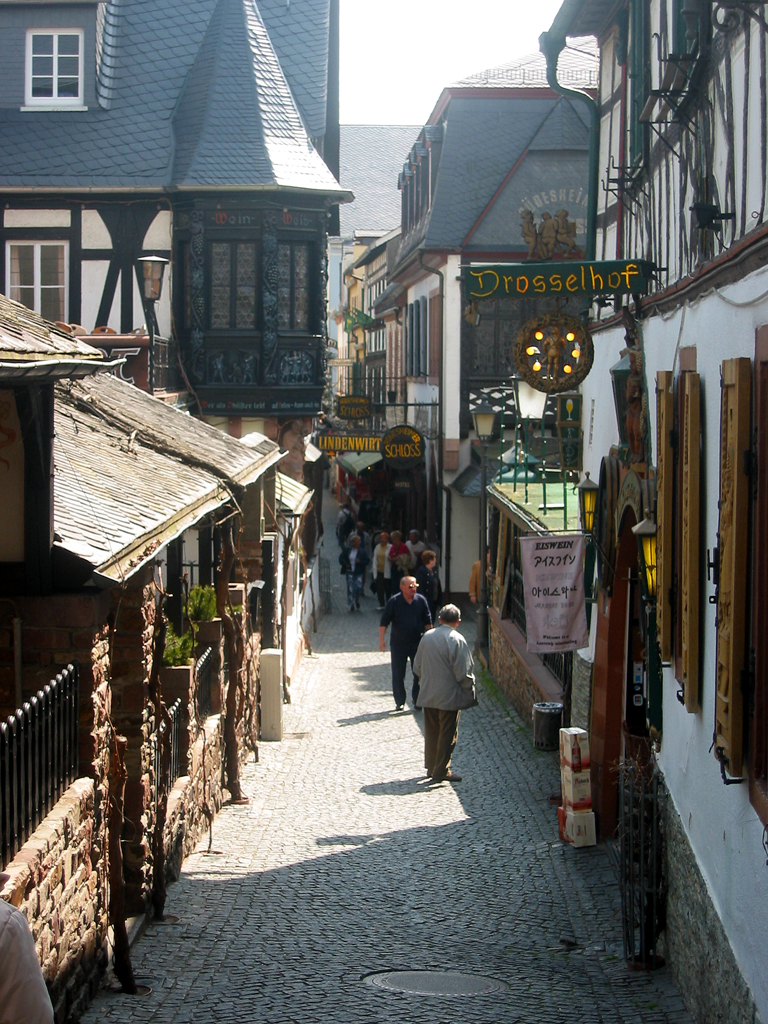
Drosselgasse, Blick aus Richtung Oberstraße

Die Drosselgasse ist eine 2 m breite und etwa 144 m lange, kopfsteingepflasterte Straße in Rüdesheim am Rhein, die jährlich von etwa drei Millionen Menschen besucht wird.
Die teilweise in Fachwerkbauweise errichteten zahlreichen Weinhäuser prägen neben Geschenkartikel- und Souvenirläden das Bild der weltweit bekannten Drosselgasse. Sie ist eine von sechs Verbindungsgassen zwischen der Rüdesheimer Oberstraße und der Rheinuferpromenade.

## Geschichte
Die Drosselgasse wurde erstmals im 15. Jahrhundert als Quartier von Rheinschiffern erwähnt. Da die Schiffer nur Segel, Ruder, Tauwerk und Werkzeug in die Wohnungen und Höfe mitnahmen, waren die  Häuser und Hinterhöfe nur durch schmale Hausflure von der Gasse erreichbar; die Schiffe blieben am Rheinufer vertäut.
Nachdem sich auch einige Winzergasthäuser angesiedelt hatten, etablierten sich im 18. und 19. Jahrhundert Straußwirtschaften im Rüdesheimer Stadtgebiet. Besser situierte Bürger und höhere Beamte der kurmainzischen Landesregierung zogen in die Drosselgasse, offizielle Einrichtungen wie die herzoglich-nassauische Amtsverwaltung, die nassauische Landessteuerkasse und die königlich-preußische Kreisverwaltung folgten.
In der zweiten Hälfte des 19. Jahrhunderts wurden die Lokale beliebte Ausflugsziele. Der „Drosselhof“ buhlte mit Live-Musik um Kunden  und ließ hierzu auch eigene Trinklieder schreiben. Der Wirt Johannes Müller bot Studenten der Binger Technischen Hochschule sonntags kostenlose Bewirtung, wofür diese im Gegenzug durch Singen von Kneipliedern Gäste anlocken sollten. 1887 verfasste Otto Hausmann eigens das Lied „Zu Rüdesheim in der Drosselgass'“, welches in den Anfangsjahren des deutschen Rundfunks auch vielfach als geglückte Marketing-Aktion zwischen den Sendungen gespielt wurde, als der Tourismus-Boom nachließ, der auf die Einweihung des Niederwalddenkmals folgte.
Ein Brand vernichtete 1883 die Gebäude im unteren Teil der Drosselgasse. In die folgende Zeit fällt die Einrichtung des „Hotels zur Post“, dessen Betreiber am Erfolg des Drosselhofs teilhaben wollten. Ab 1928 eröffneten mit dem „Lindenwirt“, dem „Drosselmüller“ und dem „Weinhaus Rüdesheimer Schloss“ weitere Weinlokale. In der Zeit des Nationalsozialismus war die Drosselgasse ein beliebtes Ziel von Ausflügen der nationalsozialistischen Freizeitorganisation Kraft durch Freude. Am 10. März 1933 wurde angeordnet, dass in den Lokalen „nur eine dem deutschen Empfinden entsprechende Musik aufgeführt wird. Vor allen Dingen ist jede überlaute Jazzmusik mit Trommel, Becken und Saxophon untersagt.“
Am 25. November 1944 wurden die meisten Häuser der Drosselgasse bei einem alliierten Bombenangriff zerstört. In den 1950er Jahren wurde ein Großteil wieder aufgebaut. Neben Weinlokalen, Straußwirtschaften und Souvenirläden siedelten sich auch Bierlokale an.

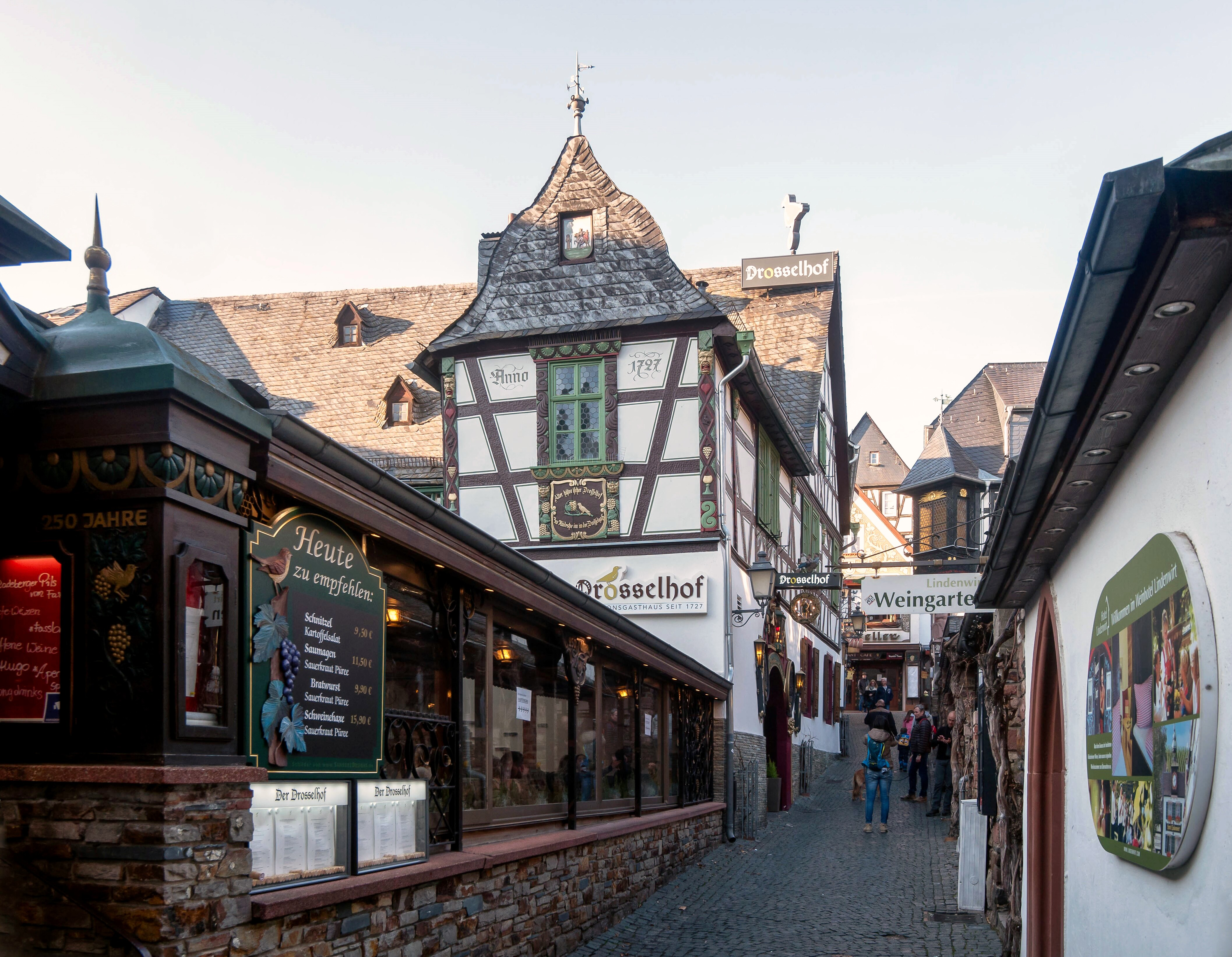
Der Drosselhof
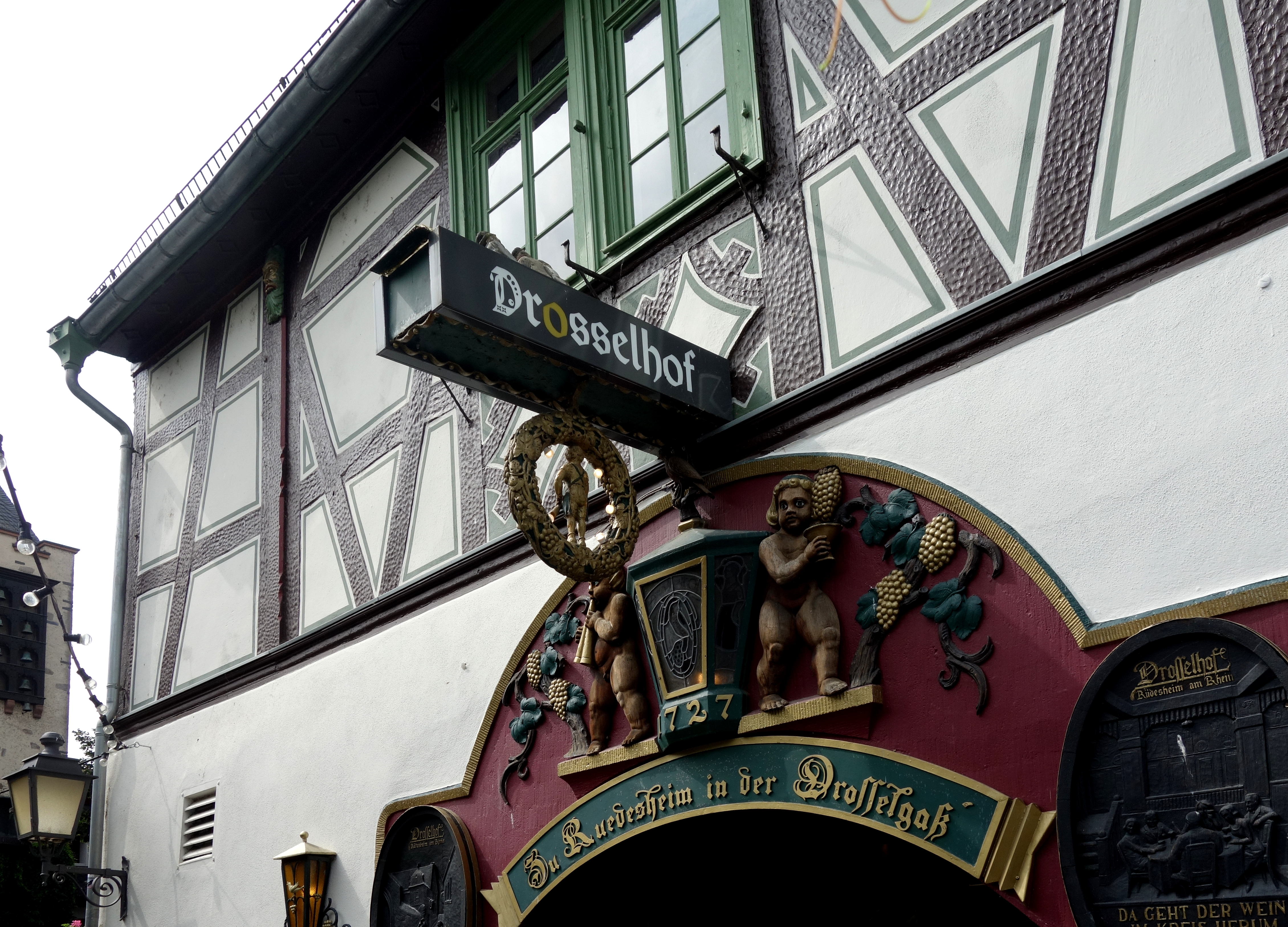
Inschrift am Drosselhof: Zu Ruedesheim in der Drosselgaß
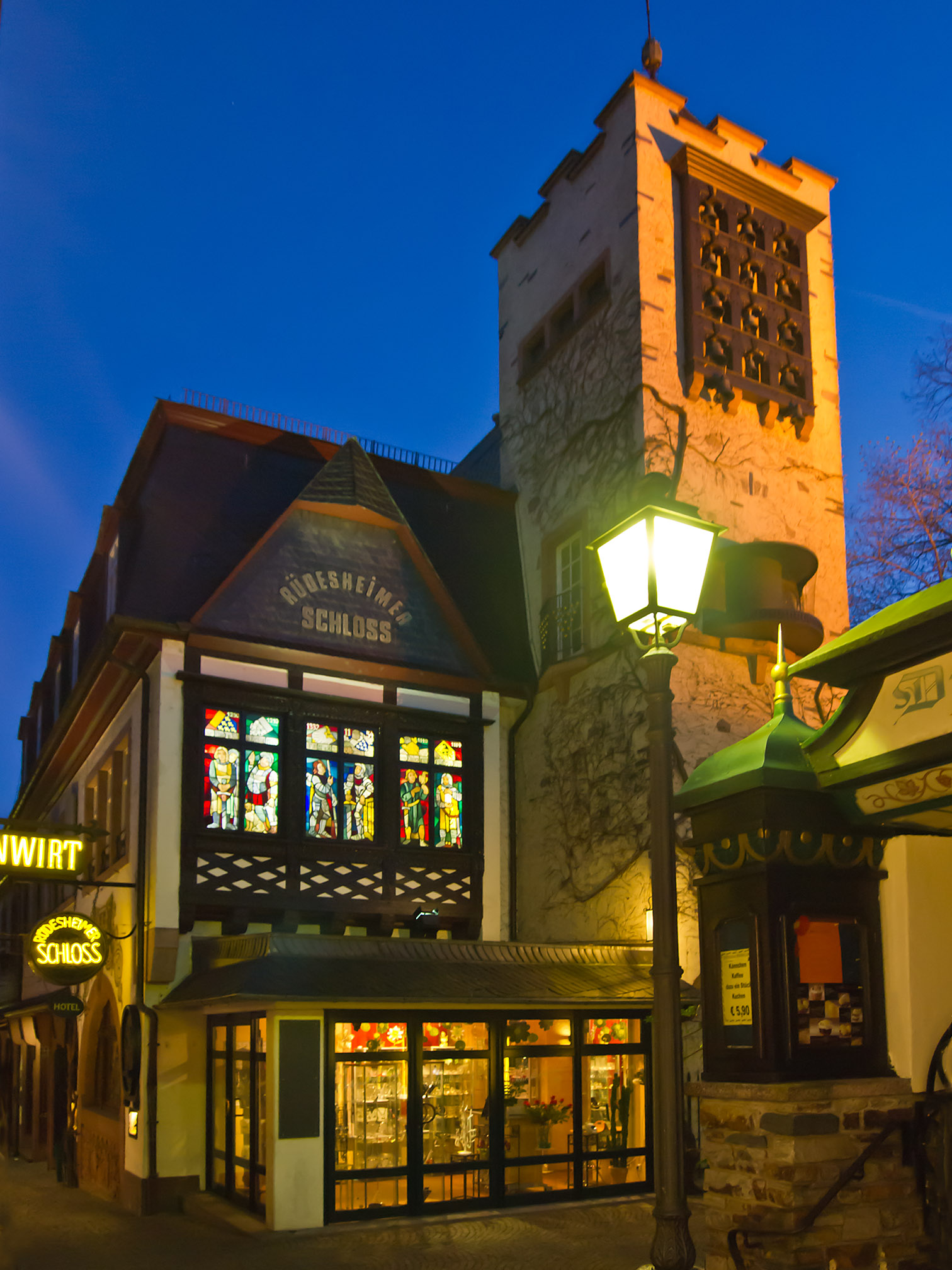
Weingasthaus und Hotel „Breuer's Rüdesheimer Schloss“ in der Drosselgasse
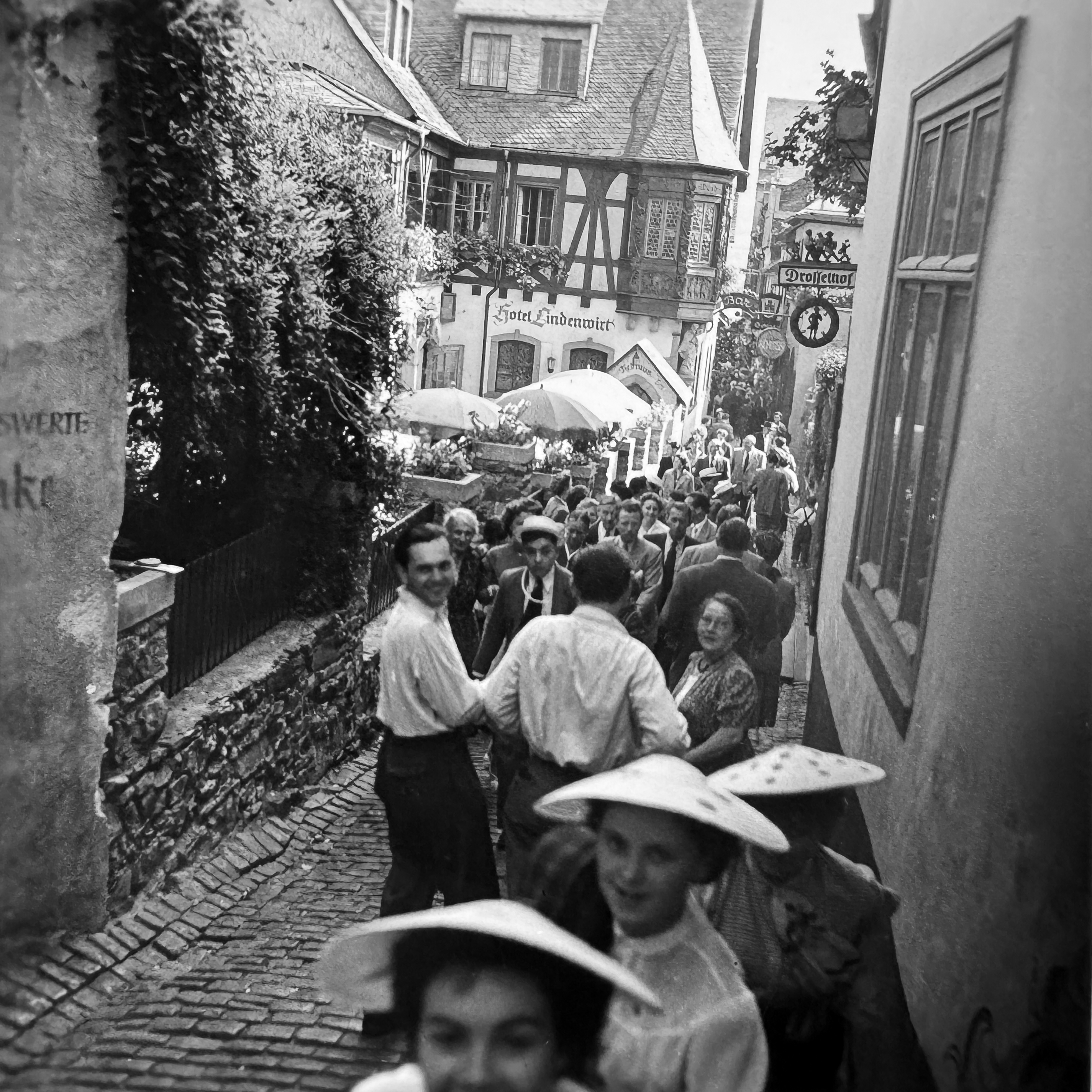
Die Drosselgasse mit dem Drosselhof, 1955
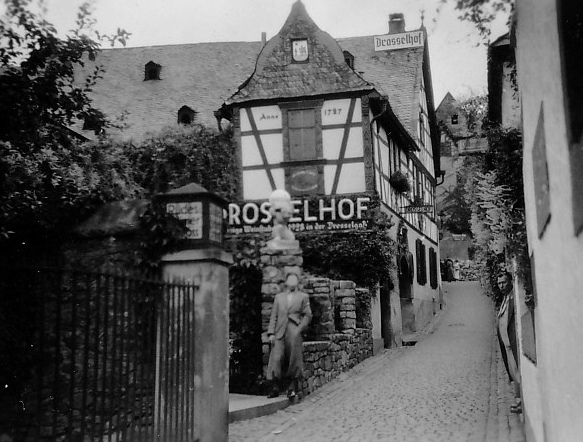
Drosselhof, 1938